# Avrobode
De Avrobode is een wekelijks verschijnende programmagids met informatie over televisie- en radioprogramma’s. 
De Avrobode biedt een programmaoverzicht en informeert daarnaast over activiteiten voor de vrijetijdsbesteding.

## Historie

### Radio Luistergids
Op 8 januari 1925 verscheen de eerste officiële voorloper van de Avrobode, de Radio Luistergids. In 1927 werd deze naam veranderd in A.N.R.O. Radiobode, een jaar hierna in A.V.R.O. Radiobode en in 1958 in Avrobode.

### Koppeling met Televizier
Op 12 mei 1967 werd de gehele Avrobode in de Televizier, het andere blad van de AVRO, opgenomen. De middenpagina's in beide bladen waren hetzelfde en hadden dan ook een dubbele paginanummering. De zwarte paginanummering betrof de Televizier, de witte nummers in een zwart hokje de Avrobode. De voorplaat van de Avrobode werd ook in de Televizier afgebeeld, maar was daar onderdeel van de rubriek Vrije Nieuwsgaring. Inmiddels zijn het al jarenlang twee aparte bladen, waarbij niet meer de een onderdeel is van de ander.

### Oplagecijfers
Totaal betaalde gerichte oplage volgens HOI, Instituut voor Media Auditing, voor 2016 NOM.
- 1990: 607.769
- 2000: 526.232
- 2006: 384.137[3]
- 2007: 359.140[4]
- 2011: 274.952[5]
- 2012: 249.682[6]
- 2016: 163.572
- 2017: 149.990
- 2018: 134.201
- 2019: 95.107
- 2020: 86.139
- 2022: 69.712

### Samenwerking AVRO, KRO, NCRV
Tot 1995 werd Avrobode uitgegeven door de omroeporganisatie AVRO. In 1992 gingen de omroepen AVRO, KRO en NCRV samenwerken en vormden de Stichting AKN, waarin de ondersteunende diensten werden samengebracht. In 1995 werd de uitgave van Avrobode en de andere programmagidsen van deze omroepen ondergebracht in een tweede gezamenlijke organisatie: BV Programmabladen AKN. In 2011 is de naam van deze organisatie veranderd in Bindinc. 
Ondanks de fusie met de TROS in 2014 bestaan de titels Avrobode en TeleVizier nog steeds en worden deze nog altijd uitgegeven door Bindinc.